# Boeing 737 MAX
El Boeing 737 MAX (también comercializado bajo denominaciones técnicas, como en el caso del modelo Boeing 737-8200) es una familia de aviones de pasajeros desarrollada por el fabricante aeronáutico estadounidense Boeing Commercial Airplanes a partir de la familia Boeing 737 Next Generation para competir con la familia Airbus A320neo y Airbus A321neo. El programa se inició el 30 de agosto de 2011, realizó el primer vuelo el 29 de enero de 2015 y obtuvo la certificación de la FAA el 9 de marzo de 2017. La primera entrega fue un MAX 8 el 16 de mayo de 2017 para Malindo Air, que inició operaciones seis días después.
El principal cambio respecto a la anterior familia es el uso de motores de mayor empuje y más eficientes, CFM International LEAP-1B. El fuselaje, así como las alas, también ha sido objeto de diversas modificaciones. La serie 737 MAX se ofrece en cuatro longitudes de fuselaje. El 737 MAX 7, MAX 8 y MAX 9 (también conocidos internamente como 737-7, 737-8 y 737-9) reemplazan respectivamente al 737-700, 737-800 y 737-900 de la familia NG, y se ofrece una longitud adicional con el 737 MAX 10. Sus bajos costos de mantenimiento y otras características técnicas lo han convertido en uno de los aviones más vendidos de la historia. Hasta marzo de 2019, tenía más de 5000 pedidos en firme.
De octubre de 2018 a marzo de 2019 dos 737 MAX 8 recién estrenados sufrieron accidentes fatales, los vuelos 610 de Lion Air y 302 de Ethiopian Airlines. Debido al MCAS (Maneuvering Characteristics Augmentation System), diversas autoridades aéreas mundiales ordenaron la suspensión de todos los vuelos. Estos problemas han significado una fuerte caída de las acciones de Boeing, la cancelación de algunos pedidos y la disminución del ritmo de producción. Durante las auditorías y revisiones para reparar esos fallos se identificaron nuevos problemas en los microprocesadores y en el software de la aeronave. Desde entonces, la compañía no ha recibido nuevos pedidos ni ha podido entregar los que ya tiene listos. A su vez, el ritmo de producción de la aeronave bajó fuertemente y los inventarios aumentaron, lo que ha generado importantes problemas en el sector.
Boeing anunció el 16 de diciembre de 2019 que suspendería la producción de la serie 737 MAX a partir de enero de 2020, cuatro días después de que la FAA declarase que no autorizaría el retorno del 737 MAX antes de finalizar el año 2019. Esto supone un problema para Boeing ya que es el modelo que más crédito le daba, si bien la fuerza laboral de Boeing se insertará en un plan que incluye, entre otras cosas, el traslado de parte de los empleados a otras plantas en el país.
Hacia mediados de 2020 el 737 MAX comenzó a transitar el camino hacia su recertificación.
El 18 de noviembre de 2020 la FAA, Administración Federal de Aviación de EE. UU., ha levantado el veto que pesaba sobre los Boeing 737 MAX al retirar la orden por la que se paraban las operaciones comerciales de los aviones Boeing 737-8 y 737-9 de última generación. El 9 de diciembre de 2020 el 737 MAX volvió a volar con pasajeros después de hacer menos agressivo el MCAS (Maneuvering Characteristics Augmentation System).
El 6 de enero de 2024, un Boeing 737 MAX 9 de Alaska Airlines sufrió un incidente en el que un panel completo de una ventana se desprendió despresurizando la cabina y haciendo necesario un aterrizaje de emergencia. Después de este incidente Alaska Airlines dejó sin servicio todos sus Boeing 737 MAX 9.

## Desarrollo

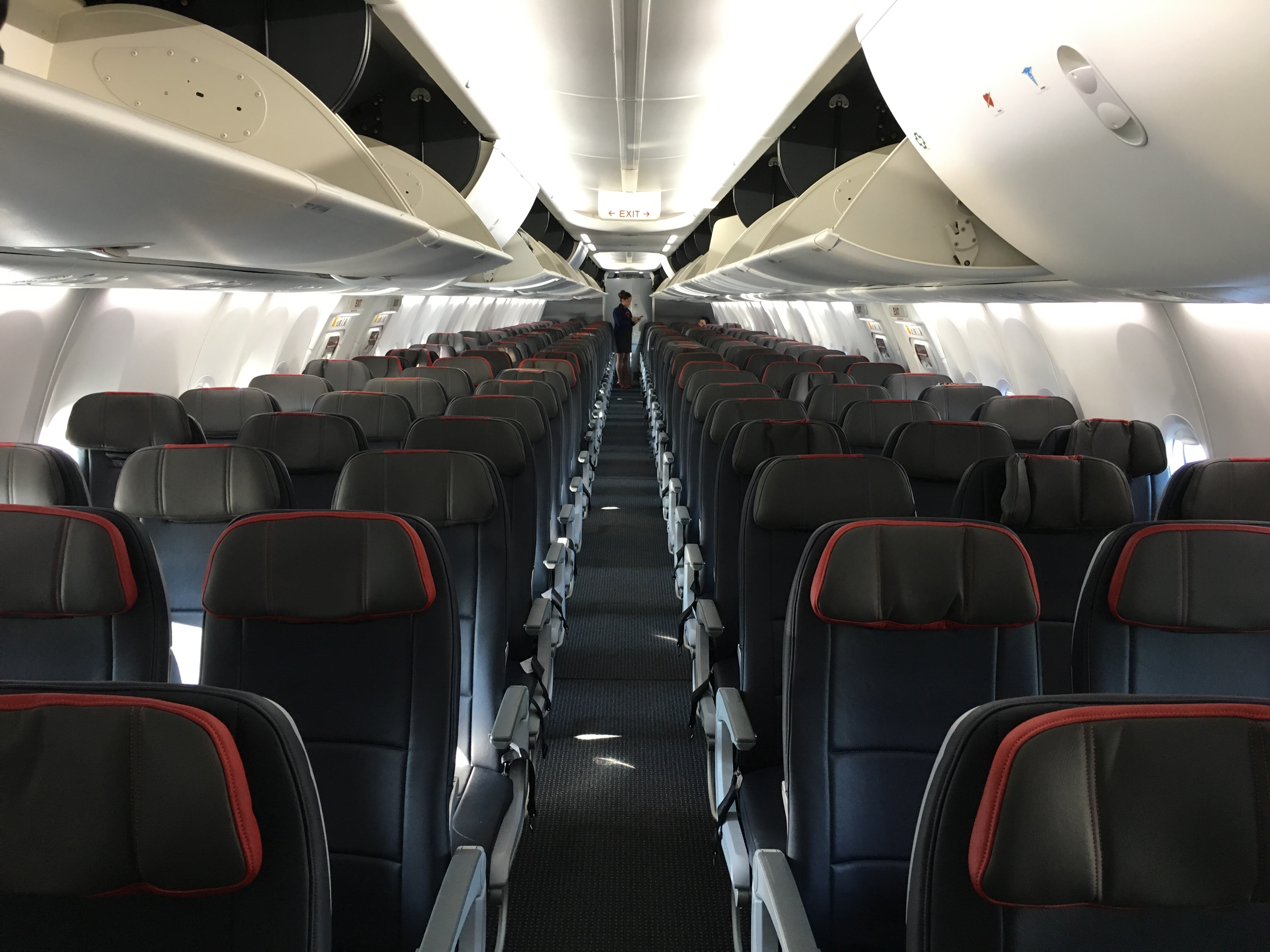
Cabina económica 3-3 (ejemplo American Airlines). El fuselaje de un 737 es más estrecho que el de la familia Airbus A320.

Desde 2006, Boeing estudió diferentes propuestas con el fin de reemplazar su modelo 737, en un proyecto denominado Y1, que acompañaría al 787 Dreamliner. La decisión sobre el lanzamiento de este programa se pospuso, retrasándose hasta 2011.
Sin embargo, en 2010, Airbus lanzó el A320neo, una variante derivada del A320 original, que incorporaba una nueva planta motriz más eficiente y presentaba unos costes operativos menores. Durante varios meses, las directivas de Boeing no identificaron este modelo como una amenaza a su posición en el mercado. Sin embargo, el A320neo fue bien acogido por numerosas aerolíneas, que realizaron numerosos pedidos de esta nueva aeronave. Entre ellas, se encontraba American Airlines, uno de los clientes exclusivos de Boeing.
Esto provocó que la junta directiva de Boeing aprobase el 30 de agosto de 2011 un proyecto continuista con el que poder competir con Airbus, que consistía en actualizar el 737 tradicional. Aunque se calculó que diseñar el modelo iba a tomar 6 años, estuvo listo en menos de tres meses y se llamó Boeing 737 MAX. Esto se habría debido a  que se impuso un ritmo "frenético" para terminar lo más pronto posible para competir con el A320. La FAA permitió certificar el MAX con las mismas puertas de entrada, solamente 2 sensores AoA, sin agregar el EICAS, y sin protección total de la envolvente de vuelo.
Boeing afirma que el 737 MAX consume un 16 % menos que los A320, y un 4 % menos que el A320neo. Los tres modelos de la nueva variante son el 737 MAX 7, el 737 MAX 8 y el 737 MAX 9, los cuales se basan en el 737-700, −800 y −900ER respectivamente, que a su vez son los modelos con mayor éxito de ventas de la gama 737 Next Generation. También surgió el 737 MAX-10, una versión aún más alargada.

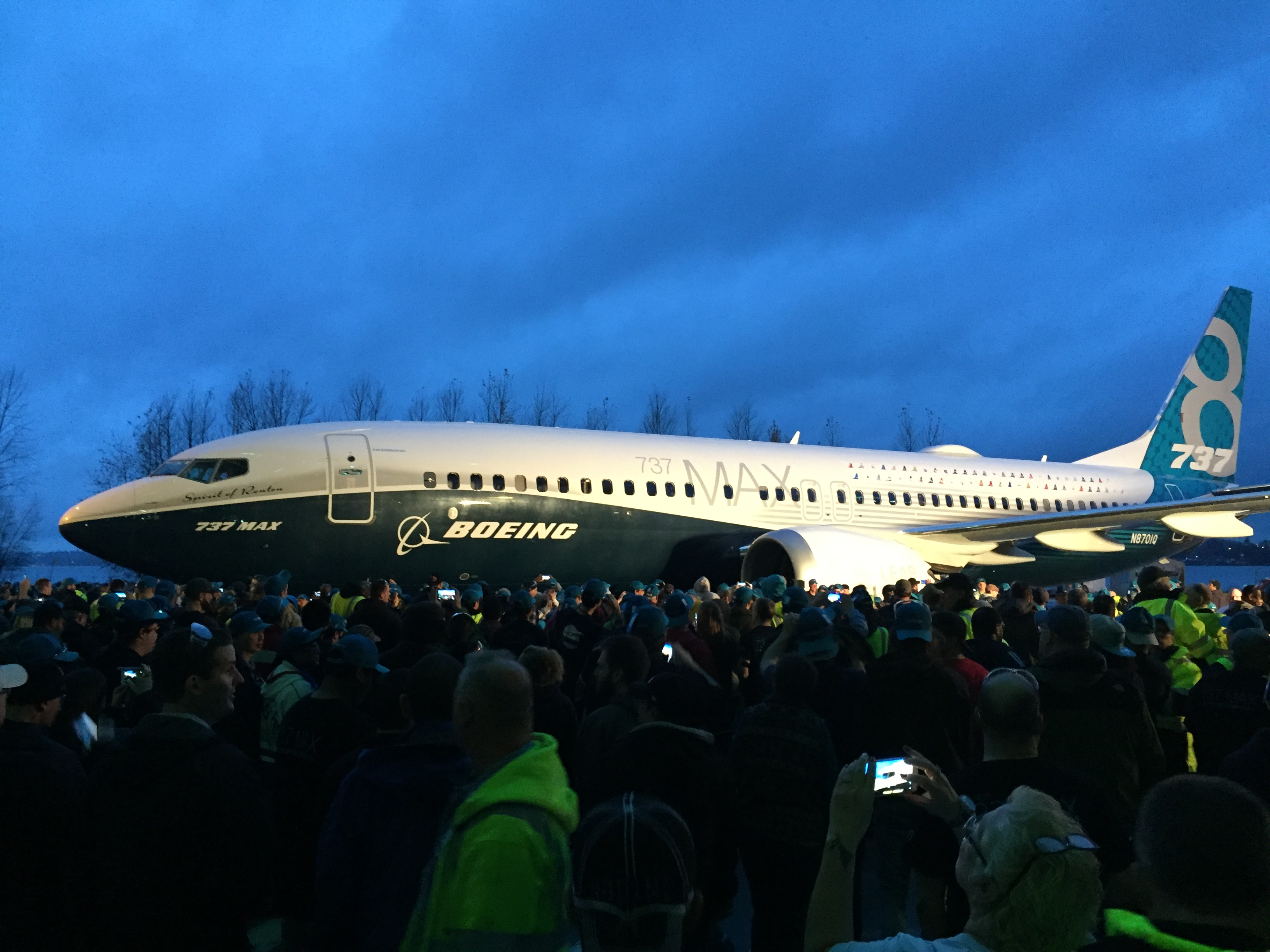
Primer 737 MAX en su lanzamiento el 8 de diciembre de 2015 en Renton.

El 29 de enero de 2015, el Spirit of Renton despegó de Renton a las 09 y 46 de la mañana para un vuelo de unas dos horas y media, y aterrizó en la pista de Seattle de Boeing Field a las 12 y 33 de la tarde. Alcanzó una altitud máxima de 25 000 pies (7620 metros) y una velocidad de 250 nudos (463 km/h).

### Fallos, auditorías y descertificación
Después de algo más de un año de vuelos de pruebas con cuatro aparatos, la FAA entregó el día 9 de marzo de 2017, su certificado de aeronavegabilidad para el Boeing 737 MAX 8 motorizado con CFM International LEAP-1B, lo que permitió, teóricamente, empezar a entregar los pedidos a los clientes. El primero de ellos, Norwegian Air Shuttle, esperaba ponerlos en servicio en el verano de 2017, mientras Southwest Airlines, quien era el cliente de lanzamiento, haría lo mismo a partir del 1 de octubre del mismo año.
Los accidentes en los vuelos 610 de Lion Air y 302 de Ethiopian Airlines, abrieron controversias sobre la certificación FAA. El Departamento de Transporte estadounidense ordenó el martes 19 de marzo de 2019 una auditoría del proceso de certificación del Boeing 737 MAX 8 para "recopilar una historia fáctica y objetiva de las acciones que llevaron a la certificación del 737 MAX 8". El Departamento de Justicia abrió una investigación criminal sobre la certificación de este modelo.
Si bien el MAX posee 2 sensores AoA, el sistema MCAS estaba diseñado para utilizar solamente 1 por vuelo alternativamente.
El 18 de mayo de 2019, Boeing reconoció fallos en el software del simulador de vuelo del 737-MAX, ya que no era capaz de reproducir los problemas de los accidentes y por lo tanto los pilotos no pudieron entrenarse para estas eventualidades. A finales de junio del mismo año surgieron nuevos problemas con los microprocesadores y el 5 de julio los reguladores aeronáuticos europeos (EASA) identificaron un defecto adicional en el software.
En octubre de 2019, el máximo ejecutivo de la empresa, Dennis Muilenburg, aseguró que Boeing está trabajando con los reguladores en los "pasos finales" y que ya había completado más de 700 vuelos de prueba con software actualizado. No obstante, versiones periodísticas indican que la Agencia Europea de Seguridad Aérea (EASA) no estaba satisfecha con una de las soluciones planteadas por la empresa para mejorar la seguridad tras los dos accidentes que llevaron a vetar ese modelo en todo el mundo; si bien oficialmente el plan era dar luz verde a los 737 MAX de forma simultánea en Europa, Estados Unidos, Canadá y Brasil.
En diciembre de 2019 la Boeing empezó a estudiar la posibilidad de la posible suspensión de la producción del avión Boeing 737 MAX. En un principio no se conocieron detalles acerca de la decisión, entre ellos la posibilidad de que desencadene despidos o cierre de plantas de fabricación. Sólo Bloomberg afirmó que la decisión de cancelación de la producción es firme. Boeing anuncio el 16 de diciembre de 2019, que suspendería la producción de la serie 737 MAX a partir de enero de 2020, cuatro días después que la FAA declaró que no autorizaría el retorno del 737 MAX antes de finalizar el año 2019. Esto supone un problema para Boeing ya que es el modelo que más rédito le daba, si bien la fuerza laboral de Boeing se insertará en un plan que incluye, entre otras cosas, el traslado de parte de los empleados a otras plantas en el país.
A principios de 2020 se informó que siguen apareciendo problemas potenciales en el 737 MAX, como con el cableado que ayuda a controlar la cola. La compañía está analizando si dos paquetes de cableado están demasiado juntos y podrían causar un cortocircuito, lo que en esa área podría provocar un accidente si los pilotos no responden correctamente. Si ese escenario podría ocurrir realmente en un vuelo, necesitaría separar los cables, una solución relativamente simple pero que debería aplicarse en los aproximadamente 800 aviones MAX que ya se han construido. 
La compañía eventualmente necesitará analizar si existe el mismo problema en el 737 NG, el predecesor del Max. Actualmente hay unos 6.800 de esos aviones en servicio.
El 10 de abril de 2021, tres aerolíneas de Estados Unidos retiraron del servicio más de 60 aviones por una falla eléctrica reportada por Boeing. El fabricante advierte de un posible problema eléctrico en algunos de estos aparatos.

### Consecuencias legales y económicas
Además del obvio desprestigio de la imagen corporativa de Boeing, otras empresas empezaron a ver lesionadas sus operaciones. American Airlines, la mayor aerolínea de EE. UU., comunicó en octubre de 2019 que pospondrá la vuelta de los Boeing 737 MAX hasta el 15 de enero de 2020 y estimó que la paralización de esos aparatos durante el tercer trimestre de su ejercicio le supondrá 140 millones de dólares menos en ingresos.
Asimismo, la Asociación de Pilotos de Southwest Airlines (Southwest Airlines Pilots Association- SWAPA) presentó una demanda contra The Boeing Company por engañar deliberadamente a la aerolínea y a sus pilotos sobre las características del 737 MAX. Los pilotos de SWAPA reclaman ya que acordaron volar el 737 MAX basados en las declaraciones de Boeing de que la aeronave era apta para el vuelo y esencialmente igual que el Boeing 737 Next Generation, modelo que sus pilotos han volado durante años. Southwest es el operador más grande del MAX, y mantener sus 34 aviones en tierra ha reducido al menos US$225 millones de los ingresos operativos de la aerolínea. El avión ha sido retirado de los itinerarios de Southwest hasta el 5 de enero de 2020

### Recertificación
Tras más de un año de trabajo, en junio de 2020 Boeing logró concretar el programa de vuelos de recertificación del Boeing 737 MAX, tres días de vuelos y pruebas de todo tipo, a cargo de una tripulación de pilotos e ingenieros de Boeing y la Administración Federal de Aviación. En el marco de una programación minuciosamente detallada, el objetivo de estos vuelos estuvo centrado en el funcionamiento del MCAS (Maneuvering Characteristics Augmentation System), sistema automatizado de control de vuelo. La finalización de los vuelos de pruebas es un hito importante, aunque aún no es suficiente, pues implica la evaluación de miles de datos y horas de videos recopilados, tras lo cual se emitirá la resolución final.
A pesar de que la EASA deseaba que el MAX contara con 3 sensores AoA  como Airbus, finalmente aceptó recertificarlo solamente con 2.
La EASA prohibió realizar aproximaciones usando RNP AR con el MAX.

## Componentes

### Electrónica

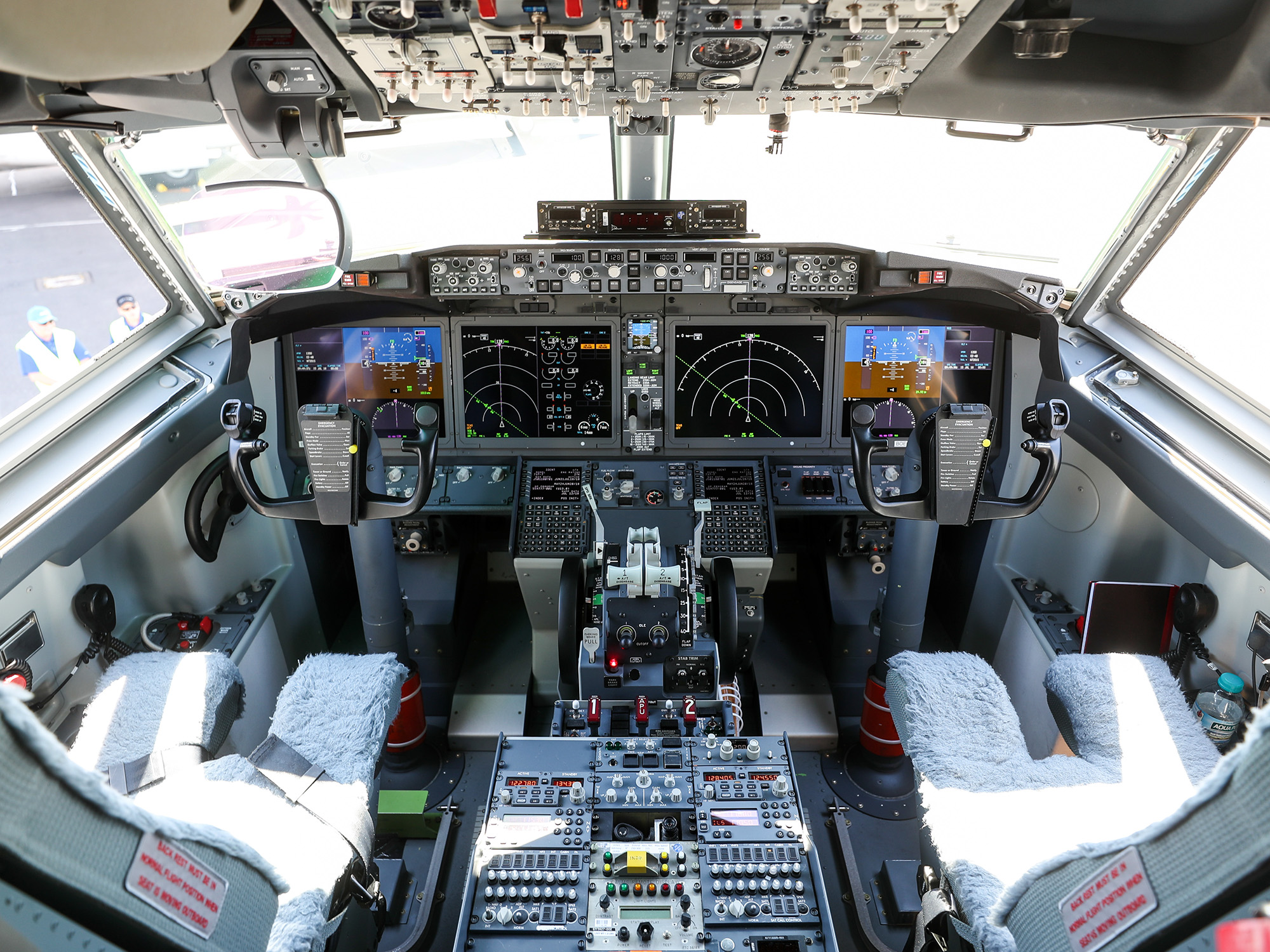
Cabina de mando del 737 MAX

| Sistema                     | País                      | Fabricante        | Notas     |
| --------------------------- | ------------------------- | ----------------- | --------- |
| Red de datos                |                           |                   | ARINC 429 |
| ADIRUs                      |                           |                   | 2         |
| TAWS                        | Bandera de Estados Unidos | Honeywell         | EGPWS     |
| SmartLanding (opción)       | Bandera de Estados Unidos | Honeywell         | EGPWS     |
| SmartRunway (opción)        | Bandera de Estados Unidos | Honeywell         | EGPWS     |
| Sensores AoA                | Bandera de Estados Unidos | Collins Aerospace | 2         |
| Transpondedor (opción)      | Bandera de Estados Unidos | ACSS              | NXT-800   |
| Transpondedor (opción)      | Bandera de Estados Unidos | Rockwell Collins  | TPR-901   |
| Transpondedor (opción 2017) | Bandera de Estados Unidos | Honeywell         | TRA-100B  |

## Variantes
Las variantes -700, -800 y -900ER, las versiones más extendidas de la anterior familia 737NG, serán reemplazadas por el 737 MAX 7, MAX 8 y MAX 9, respectivamente

### 737 MAX 7
El 737 MAX 7 o 737-7, originalmente basado en el 737-700, Boeing anunció rediseño del MAX 7 como derivado del MAX 8 en el Salón Aeronáutico de Farnborough en julio de 2015, acomodando dos filas más de asientos que el 737-700. El rediseño utiliza las alas y el tren de aterrizaje del 737-8, salidas de emergencia dobles sobre las alas en lugar de la configuración de una sola puerta, alarga el fuselaje 1,9 metros, reajusta y fortalece la estructura y modifica los sistemas e interiores para dar cabida a la mayor longitud. Boeing planea mejorar su alcance de 3850 millas náuticas (7130 km) a 3915 mn (7251 kilómetros) después de 2021. En proceso de certificación.

### 737 MAX 8

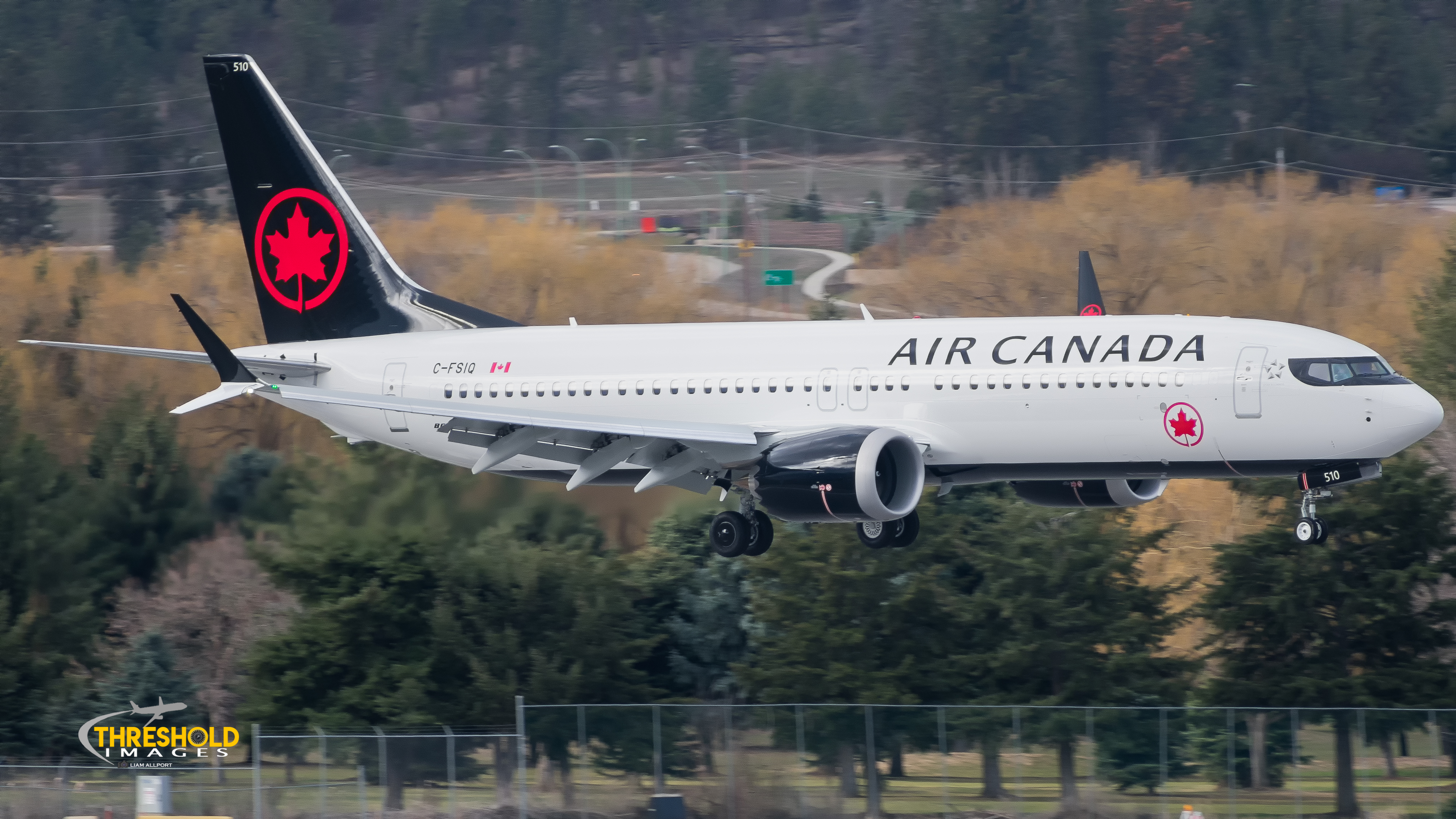
737 MAX 8 de Air Canada

El 737 MAX 8 o 737-8, es la primera variante desarrollada en la serie 737 MAX. El MAX 8 reemplazó al 737-800 con un fuselaje más largo que el MAX 7. Boeing planea mejorar su alcance de 3515 millas náuticas (6510 km) a 3610 mn (6690 km) después de 2021. 
El primer vuelo de prueba del MAX 8 fue realizado en La Paz, ciudad en la que también se testeó el desempeño de la nave a gran altura. Su primer vuelo comercial fue operado por Malindo Air el 22 de mayo de 2017 entre Kuala Lumpur y Singapur.

### 737 MAX 8-200

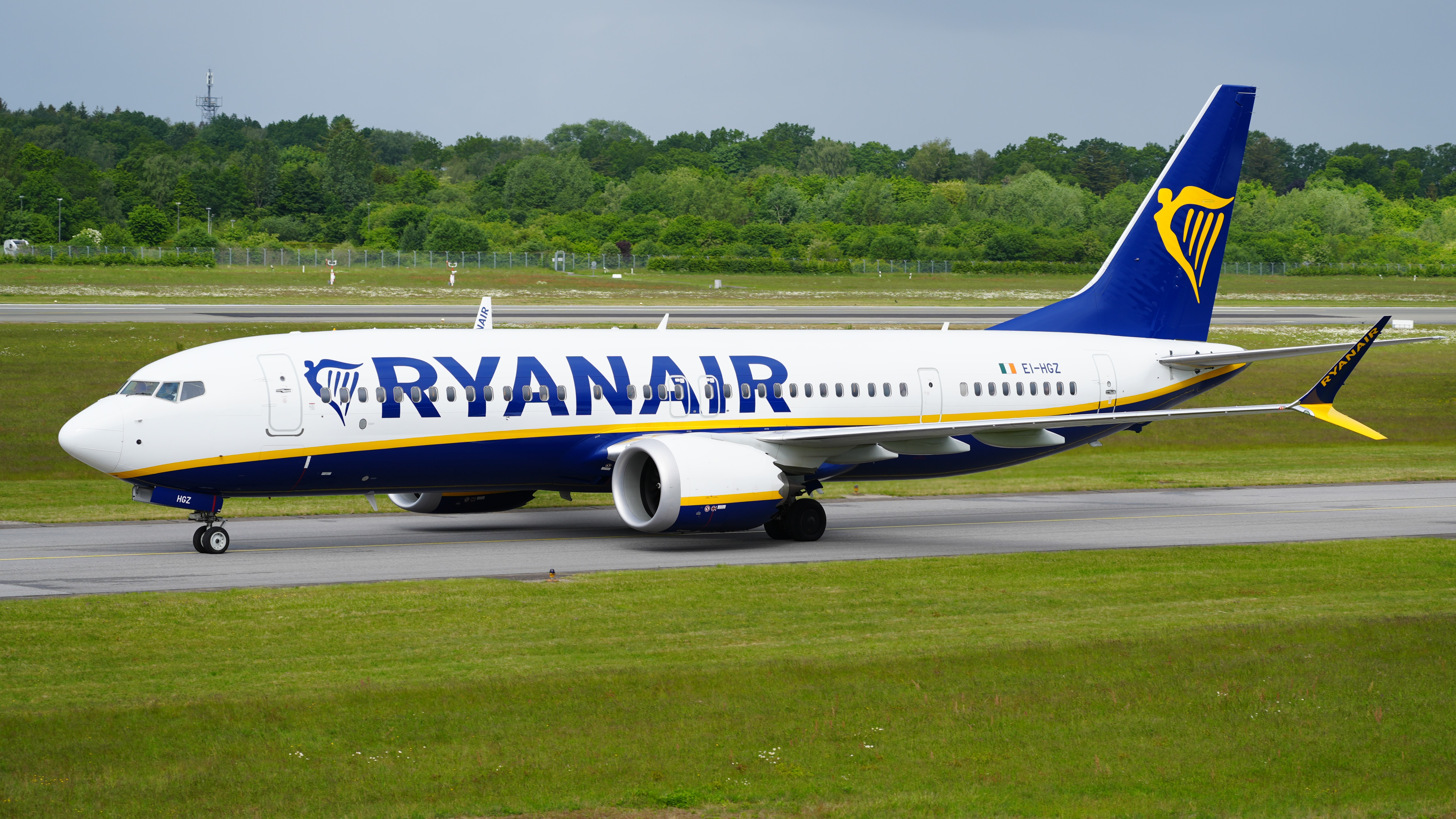
737-8200 de Ryanair

El 737 MAX 200 o 737 MAX 8-200 es una versión de alta densidad del 737 MAX 8 lanzada en septiembre de 2013. Planeado para acomodar hasta 200 pasajeros en una configuración de alta densidad de una sola clase con asientos extraplanos, se añadirá una puerta de salida adicional debido a la mayor capacidad de pasajeros. Boeing afirma que esta versión será un 20 % más rentable por asiento que los actuales modelos 737, y será el avión de pasillo único más eficiente del mercado cuando se entregue, incluyendo un 5 % de costos operativos más bajos que el 737 MAX 8. Ryanair será el cliente de lanzamiento con un pedido de 135 aeronaves de esta variante. Está planeado para entrar en servicio en el segundo trimestre de 2019. En el caso de este modelo, la empresa ha sido acusada de pretender engañar a los usuarios empleando su denominación técnica y así ocultar su denominación comercial.

### 737 MAX 9

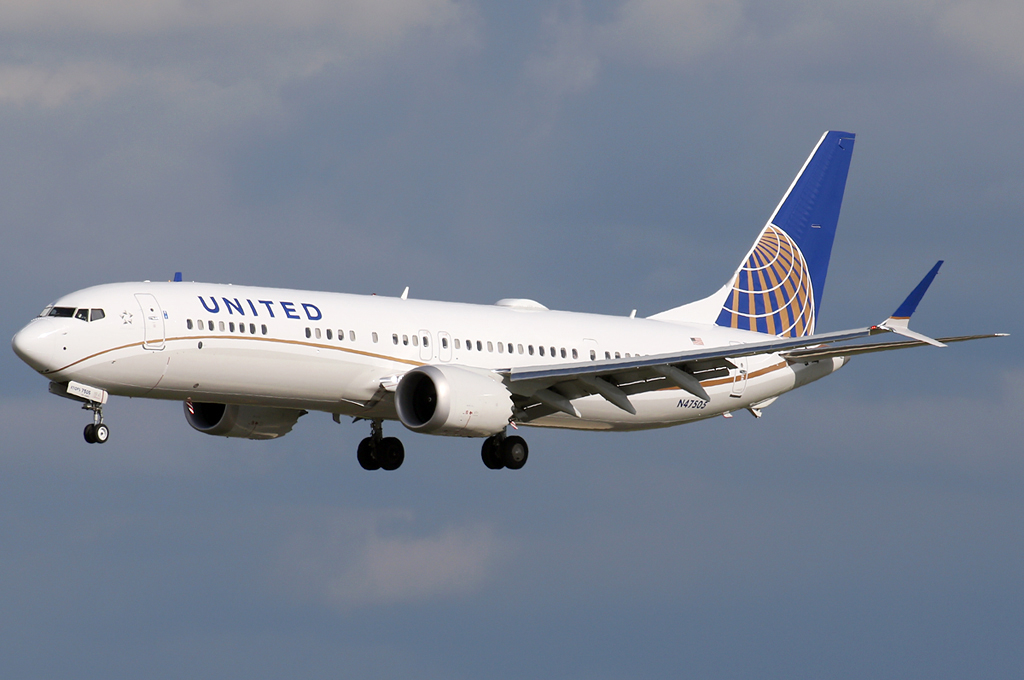
737 MAX 9 de United Airlines.

El 737 MAX 9 o 737-9 reemplazará al 737-900 con un fuselaje más largo que el MAX 8. Boeing planea mejorar su alcance desde 3510 mn (6500 km) a 3605 mn (6676 km) después de 2021. Lion Air fue el cliente de lanzamiento con un pedido de 200 aparatos en febrero de 2012. Hizo el roll-out el 7 de marzo y el primer vuelo el 13 de abril de 2017, despegando del aeropuerto municipal de Renton y aterrizó en Boeing Field tras un vuelo de 2 horas y 42 minutos. Fue presentado en el Salón Aeronáutico de París de 2017.
Las pruebas de vuelo de Boeing 737-9 estaban programadas para 2017, la aeronave 1D001 se usó para pruebas de aterrizaje automático, aviónica, aleteo y, en su mayoría, de estabilidad y control, mientras que 1D002 se usó para pruebas de sistemas de control ambiental. Fue certificado en febrero de 2018.
La aerolínea asiática de bajo costo Lion Air Group recibió la primera unidad el 21 de marzo de 2018 antes de entrar en servicio con Thai Lion Air. Finalmente la FAA también ha prohibido los vuelos de este modelo.

### 737 MAX 10
El 737 MAX 10 o 737-10, ha sido lanzado para competir con el Airbus A321neo y su posterior variante de largo alcance, el A321 XLR. En proceso de certificación.

## Operadores
- Southwest Airlines 242[56]
- United Airlines 192[57]
- Ryanair 113[58]
- Alaska Airlines 56[59]
- Aeromexico 51[60]
- Flydubai 49[61]
- American Airlines 43[62]
- Gol Linhas Aéreas 40[63]
- Air Canada 40[64]
- Air India Express 35[65]
- Malta Air 35[66]

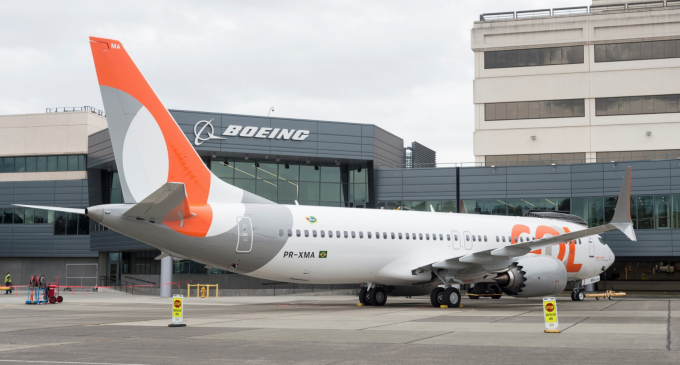
Primer 737 MAX entregado a GOL.

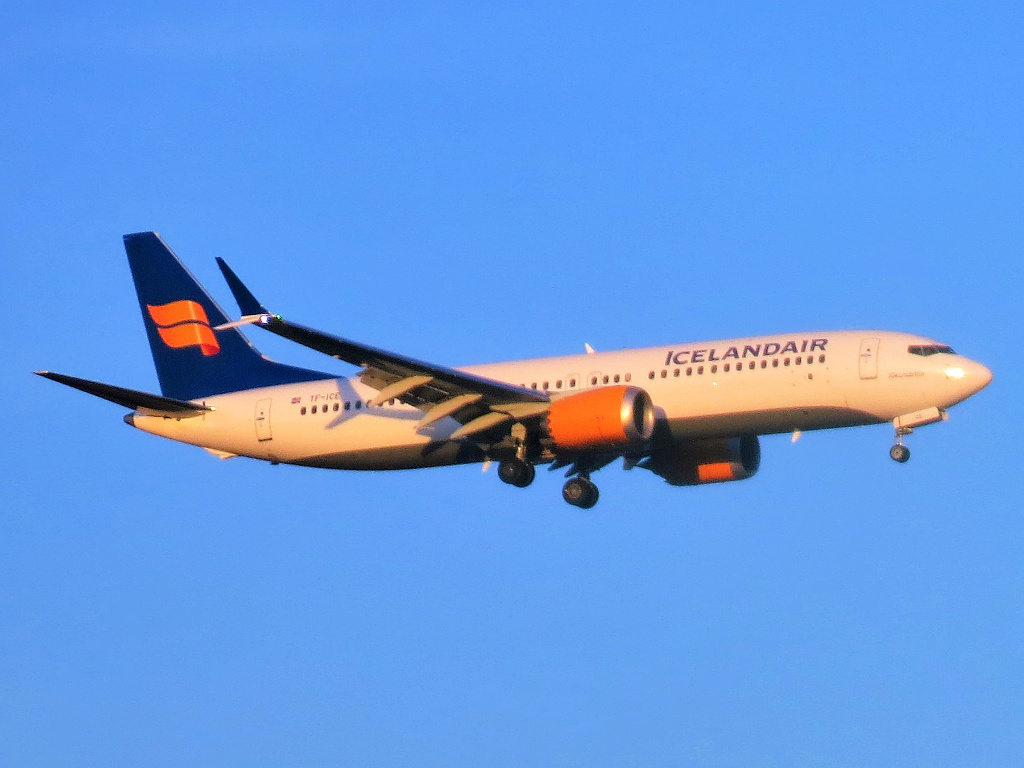
El primer 737 MAX 8 de Icelandair arribando al aeropuerto de Newark.

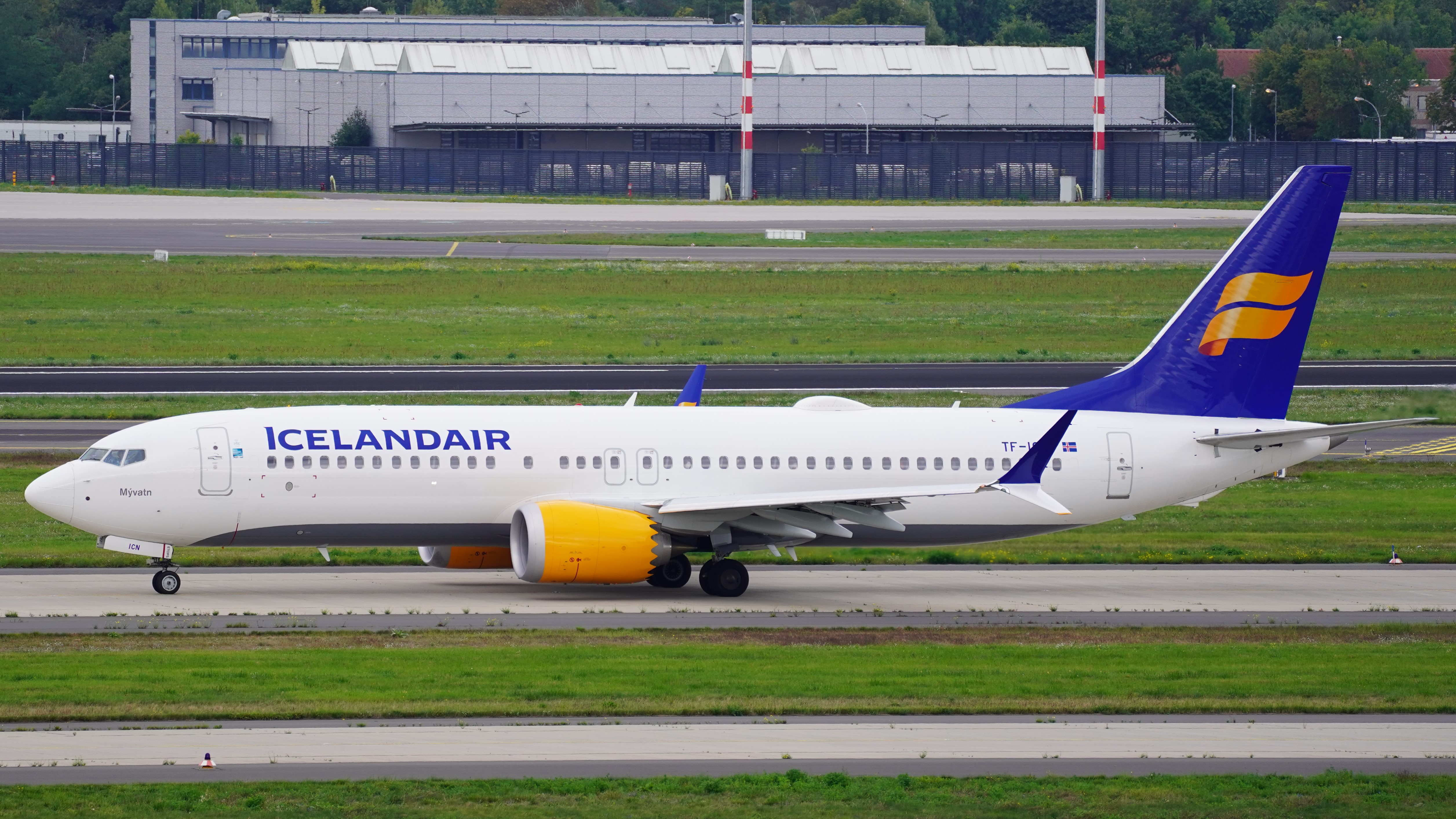
737 MAX 8 de Icelandair en el Aeropuerto de Berlín-Brandeburgo arribando del aeropuerto de Keflavík.

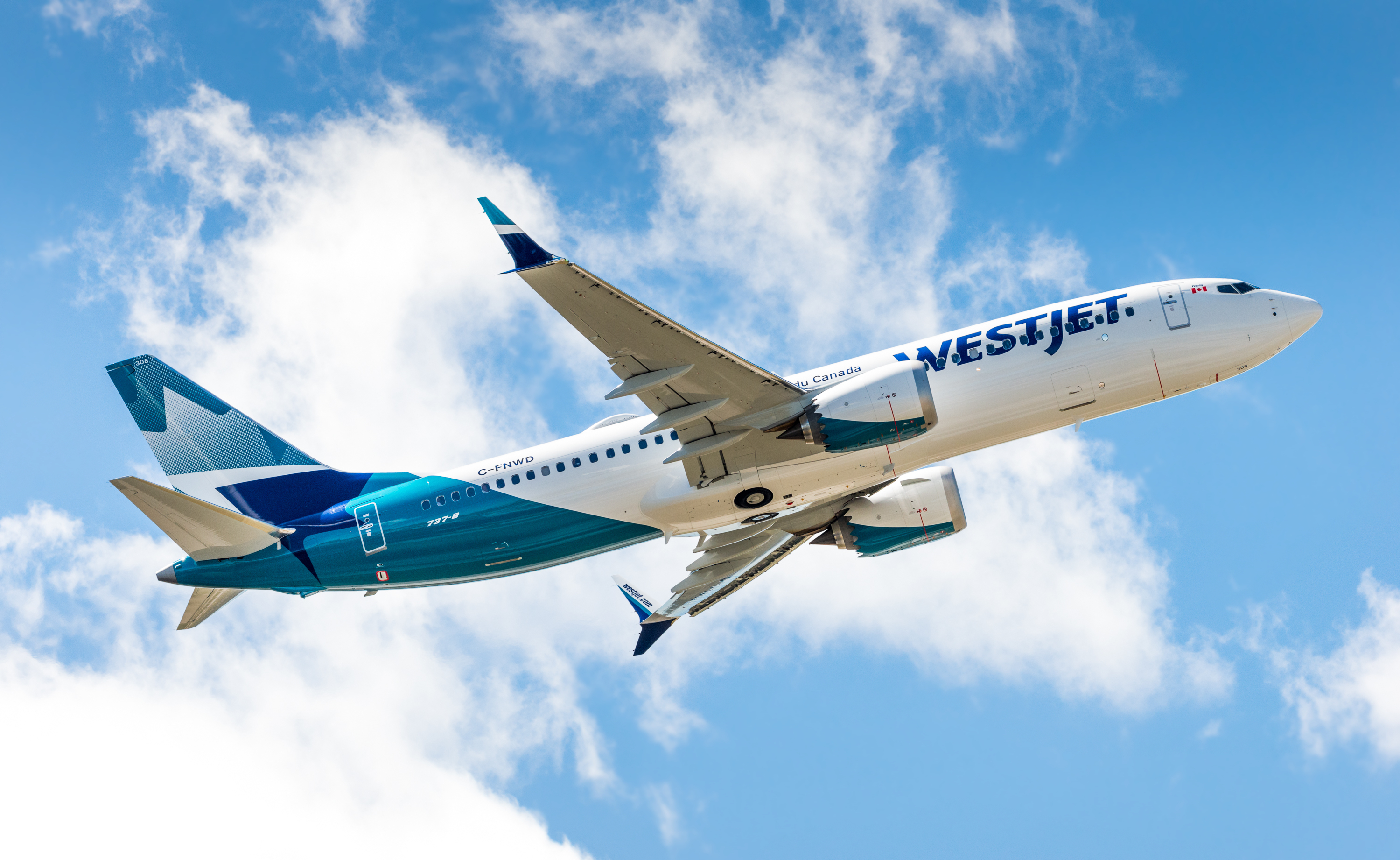
737 MAX 8 de WestJet.

- China Southern Airlines 32[67]
- Copa Airlines 28[68]
- WestJet 27[69]
- Akasa Air 25[70]
- Turkish Airlines 25[71]
- Air China 23[72]
- SunExpress 21[73]
- TUI Airways 18[74]
- Xiamen Air 17[75]
- Hainan Airlines 17[76]
- Flair Airlines 17[77]
- Icelandair 17[78]
- Batik Air Malaysia 16[79]
- Singapore Airlines 16[80]
- Oman Air 13[81]
- Buzz 13[82]
- Aerolíneas Argentinas 12[83]
- Norwegian Air Sweden 12[84]
- Shandong Airlines 11[85]
- LOT Polish Airlines 11[86]
- Shanghai Airlines 11[87]
- Shenzhen Airlines 10[88]
- AnadoluJet 10[89]
- SpiceJet 10[90]
- Sunwing Airlines 10[91]
- Qatar Airways 9[92]
- Caribbean Airlines 9[93]

 Virgin Australia 8
- SmartWings 8[95]
- Lynx Air 7[96]
- SCAT Airlines 7[97]
- Ethiopian Airlines 7[98]
- Iraqi Airways 6[99]
- TUIfly 6[100]
- Swoop 6[101]
- Corendon Airlines 6[102]
- TUI Airlines Netherlands 6[103]
- Korean Air 5[104]
- Arajet 10[105]
- Fiji Airways 5[106]
- 9 Air 4[107]
- Lucky Air 4[108]
- Eastar Jet 4[109]
- TUI fly Belgium 4[110]
- Enter Air 4[111]
- Bonza Airline 4[112]
- SmartLynx Airlines 4[113]
- Cayman Airways 4[114]
- Neos 4[115]
- ASKY Airlines 3[116]
- Lion Air 3[117]
- TUIfly Nordic 3[118]
- China Eastern Airlines 3[119]
- Jin Air 2[120]
- Airfast Indonesia 2[121]
- Malaysia Airlines 2[122]
- Jeju Air 2[123]
- Luxair 2[124]
- Air Transat 2[125]
- Fuzhou Airlines 2[126]
- T'way Airlines 2[127]
- Royal Air Maroc 2[128]
- Kunming Airlines 2[129]
- Allegiant Air 1[130]
- Norwegian Air Shuttle AOC 1[131]
- Belavia 1[132]
- Mauritania Airlines 1[133]
- MIAT Mongolian Airlines 1[134]

### África
Sudáfrica
- Comair (1)[135]

### Asia
Arabia Saudita
- Flynas (3)[136]

 China
- Okay Airways (2)[137]

 Indonesia
- Garuda Indonesia (1)[138]

 Singapur
- SilkAir (6).[139] Fusionada en Singapore Airlines.

 Tailandia
- Thai Lion Air (3)[140]

### Europa
Irlanda
- Norwegian Air International (9).[141] Cesó operaciones en abril de 2021.

 Italia
- Air Italy (3).[142] Cesó operaciones el 11 de febrero del 2020.

 Noruega
- Flyr (6)[143]

 Rumania
- Blue Air (5)[144]

 Rusia
- S7 Airlines (2)[145]
- Globus (2). Cesó operaciones en el año 2019.

 Suecia
- Norwegian Air Sweden (13)[146]

## Características
|                          | 737 MAX 7                                                                 | 737 MAX 8 / 737 MAX 8-200                                                 | 737 MAX 9                                                                 | 737 MAX 10                                                                |
| ------------------------ | ------------------------------------------------------------------------- | ------------------------------------------------------------------------- | ------------------------------------------------------------------------- | ------------------------------------------------------------------------- |
| Capacidad de pasajeros   | 170 (1 clase) 138 (2 clases)                                              | 189 (1 clase) 170 (2 clases) 200                                          | 192 (1 clase) 180 (2 clases)                                              | 230 (1 clase) 188 (2 clases)                                              |
| Distancia entre asientos | 32 plg (81,3 cm) (1 clase) 36 plg (91,4 cm) & 32 plg (81,3 cm) (2 clases) | 32 plg (81,3 cm) (1 clase) 36 plg (91,4 cm) & 32 plg (81,3 cm) (2 clases) | 32 plg (81,3 cm) (1 clase) 36 plg (91,4 cm) & 32 plg (81,3 cm) (2 clases) | 32 plg (81,3 cm) (1 clase) 36 plg (91,4 cm) & 32 plg (81,3 cm) (2 clases) |
| Longitud                 | 116 ft 9 in (35.59 m)                                                     | 129 ft 8 in (39.5 m) 143 ft 8 in (43.8m)                                  | 138 ft 4 in (42.2 m)                                                      | 143 ft 8 in (43.8m)                                                       |
| Envergadura              | 117 ft 10 in (35.9 m)                                                     | 117 ft 10 in (35.9 m)                                                     | 117 ft 10 in (35.9 m)                                                     | 117 ft 10 in (35.9 m)                                                     |
| Altura                   | 40 ft 4 in (12.3 m)                                                       | 40 ft 4 in (12.3 m)                                                       | 40 ft 4 in (12.3 m)                                                       | 40 ft 4 in (12.3 m)                                                       |
| Velocidad de crucero     | Mach 0.79 (522 mph, 842 km/h)                                             | Mach 0.79 (522 mph, 842 km/h)                                             | Mach 0.79 (522 mph, 842 km/h)                                             | Mach 0.79 (522 mph, 842 km/h)                                             |
| Masa máxima de despegue  | 159 400 lb (72 303 kg)                                                    | 181 200 lb (82 191 kg)                                                    | 194 700 lb (88 314 kg)                                                    |                                                                           |
| Capacidad de carga       | 966 ft³ (27.3 m³)                                                         | 1555 ft³ (44 m³)                                                          | 1826 ft³ (51.7 m³)                                                        |                                                                           |
| Alcance a plena carga    | 3800 nmi (7038 km)                                                        | 3620 nmi (6704 km) 3595 nmi (6658 km)                                     | 3595 nmi (6658 km)                                                        | 3215nmi (5960 km)                                                         |
| Motores (× 2)            | CFM International LEAP-1B                                                 | CFM International LEAP-1B                                                 | CFM International LEAP-1B                                                 | CFM International LEAP-1B                                                 |

Fuentes: 737 MAX especificaciones

## Accidentes e incidentes

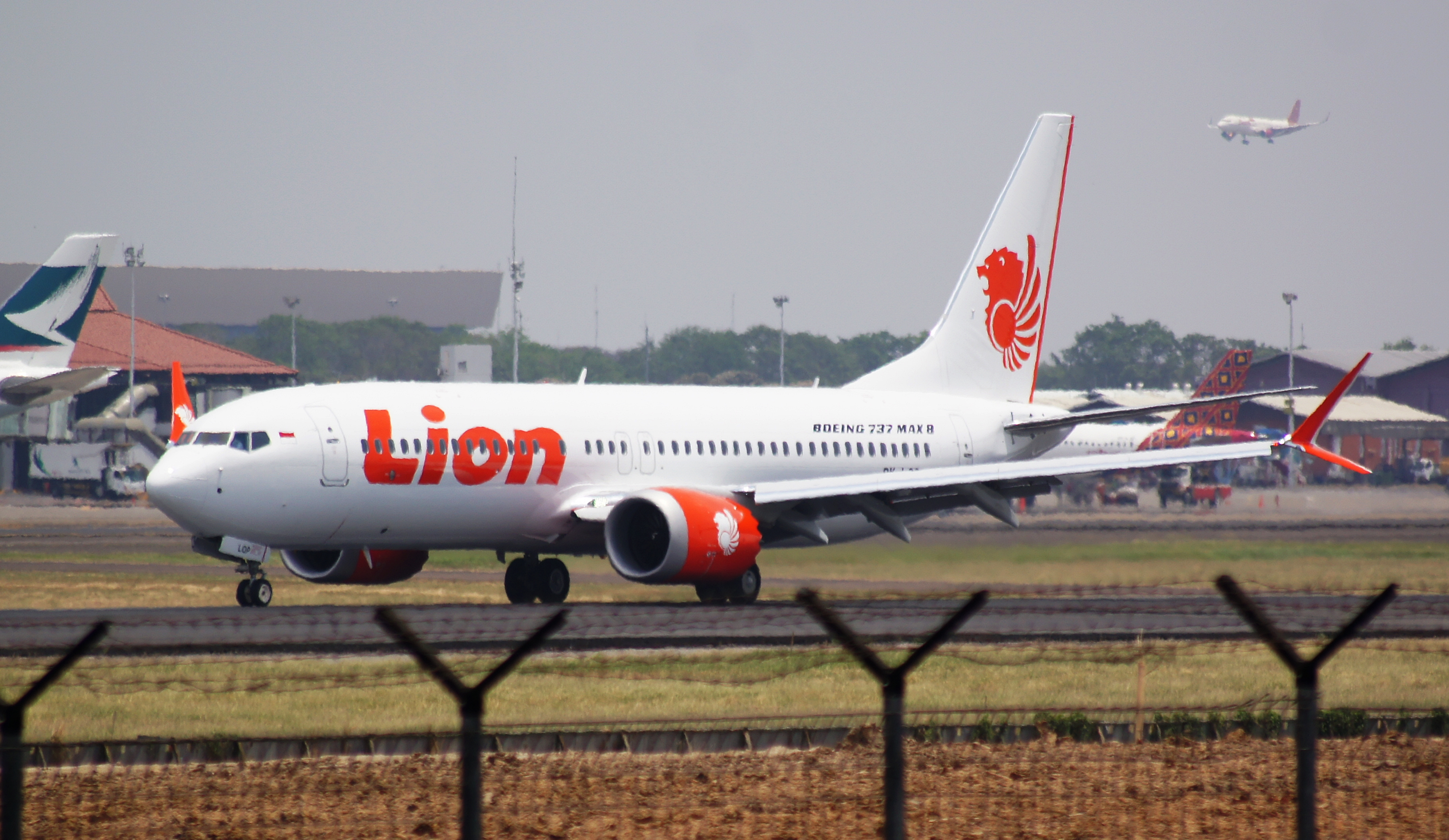
PK-LQP, la aeronave perdida en el accidente del Vuelo 610 de Lion Air en septiembre de 2018.

- El vuelo 610 de Lion Air, operado por un Boeing 737 MAX 8 con dos meses de servicio,[151] se estrelló el 29 de octubre de 2018 al salir del aeropuerto de Yakarta hacia Pangkal Pinang en Indonesia. El gobierno local encontró los restos y se han iniciado las investigaciones. Perecieron 188 personas: 178 pasajeros adultos, un niño y dos bebés, así como dos pilotos y cinco miembros del personal de cabina.[152] Después de este accidente, Boeing dijo que comenzó a desarrollar una mejora del software MCAS.[153]

- El vuelo 302 de Ethiopian Airlines, operado por un Boeing 737 MAX 8 con cuatro meses de servicio,[154][155] se estrelló el 10 de marzo de 2019 con 157 personas a bordo resultando todas fallecidas. Por lo menos 31 aerolíneas de China, Indonesia, Marruecos y otros países suspendieron la totalidad de operaciones con aeronaves de este modelo mientras se conocen las causas del siniestro.[152] En total, fueron retiradas de circulación 200 de las 350 unidades que hay en servicio.[156] Tras este accidente, Boeing dijo que tendría antes del mes de abril la actualización del sistema MCAS "para hacer aún más seguras las aeronaves".[153]

- El vuelo 1282 de Alaska Airlines, operado por un 737 MAX 9, sufrió una rápida descompresión poco después de despegar del aeropuerto internacional de Portland el 5 de enero de 2024.[157]El MAX 9 cuenta con una puerta de salida trasera en el centro de la cabina a cada lado, detrás de las alas, que es necesaria cuando se utiliza con configuraciones mayor densidad de asientos. Cuando no se utilizan esta configuración de mayor densidad de asientos, no se instalan las puertas y en vez se instala una puerta de tipo "tapón", como era el caso en este avión. Durante el ascenso, esta puerta tapón se desencajó, provocando la descompresión explosiva.[158] El avión regresó inmediatamente a Portland, y no hubo víctimas mortales ni heridos de consideración entre los 171 pasajeros y 6 tripulantes que iban a bordo. Algunos efectos personales pequeños, junto con revestimientos de la cabina como fundas de asientos y reposacabezas, fueron succionados por la abertura. La FAA, Boeing, Alaska Airlines y la NTSB reconocieron rápidamente el incidente y se inició una investigación.[159] Tras el incidente, Alaska Airlines dejó en tierra voluntariamente su flota de aviones 737 MAX 9. La FAA dejó en tierra todos los aviones 737 MAX 9 horas después.[17][160] Según investigaciones posteriores esto se pudo deber a la falta de una serie de pernos que mantenían la puerta en su lugar.

### Investigaciones
El análisis de las cajas negras del Boeing 737 MAX 8 que se estrelló en Etiopía, evidencia "semejanzas claras" con el accidente de la aerolínea Lion Air, según informó la ministra de Transportes etíope, Dagmawit Moges.
El MCAS (Maneuvering Characteristics Augmentation System), un software de control del vuelo que Boeing incluyó para eliminar las diferencias de vuelo con el 737 antiguo, se encuentra bajo la lupa de los investigadores. Los motores del MAX 8 son más potentes y más pesados, y el MCAS tiene la función de estabilizar la aeronave con base en la lectura de su ángulo de ataque. Según las investigaciones, los desperfectos en este sistema pueden ser fatales aunque los pilotos sigan correctamente las instrucciones de seguridad de Boeing.
Por las sospechas de que este sistema pudo ser la causa de los dos accidentes catastróficos, se les prohibió volar a todos los modelos 737 MAX 8. Estos problemas han significado una fuerte caída de las acciones de Boeing, que perdieron más del 6 por ciento de su valor (unos 26.600 millones de dólares). La compañía Garuda Indonesia canceló el pedido de 49 unidades con el argumento de que sus pasajeros no confiaban en el modelo. Expertos sugieren que no bastará una simple actualización de software para arreglar los problemas estructurales del avión.
Sin embargo hacia mediados de abril de 2019, Boeing sostuvo que la nueva versión del sistema de estabilización MCAS a bordo de los aviones 737 MAX se ensayó con éxito en un centenar de vuelos de prueba, en declaraciones del presidente y consejero delegado de Boeing, Dennis Muilenburg. El ejecutivo añadió que se llevarán a cabo pruebas adicionales, y que Boeing también entrenó a pilotos de una treintena de aerolíneas (de un total de más de 50 que disponen de los aviones Max) en simuladores con el nuevo software.
Otras revelaciones fueron apareciendo, como el hecho que se conoció posteriormente, respecto a una alerta diseñada para mostrar discrepancias en las lecturas del ángulo de ataque de dos sensores (advertencia de desacuerdo de AOA): era un ítem opcional en el 737 MAX, a pesar de que se promocionó como estándar en toda la flota de Max, tal como en una generación anterior de 737. La FAA determinó que el problema era de "bajo riesgo" y dijo que Boeing tendría que solucionarlo como parte de un paquete general de mejoras al Max en respuesta al accidente de Lion Air, que entre otras cosas haría que el sistema antibloqueo sea menos agresivo, evitando los repetidos comandos hacia abajo de la nariz del avión que abrumaron a las tripulaciones de vuelo de Lion Air y Ethiopian Airlines. Además, el software MCAS ya no se activaría por una sola lectura errónea del sensor.